# Dichiarazione di Arusha

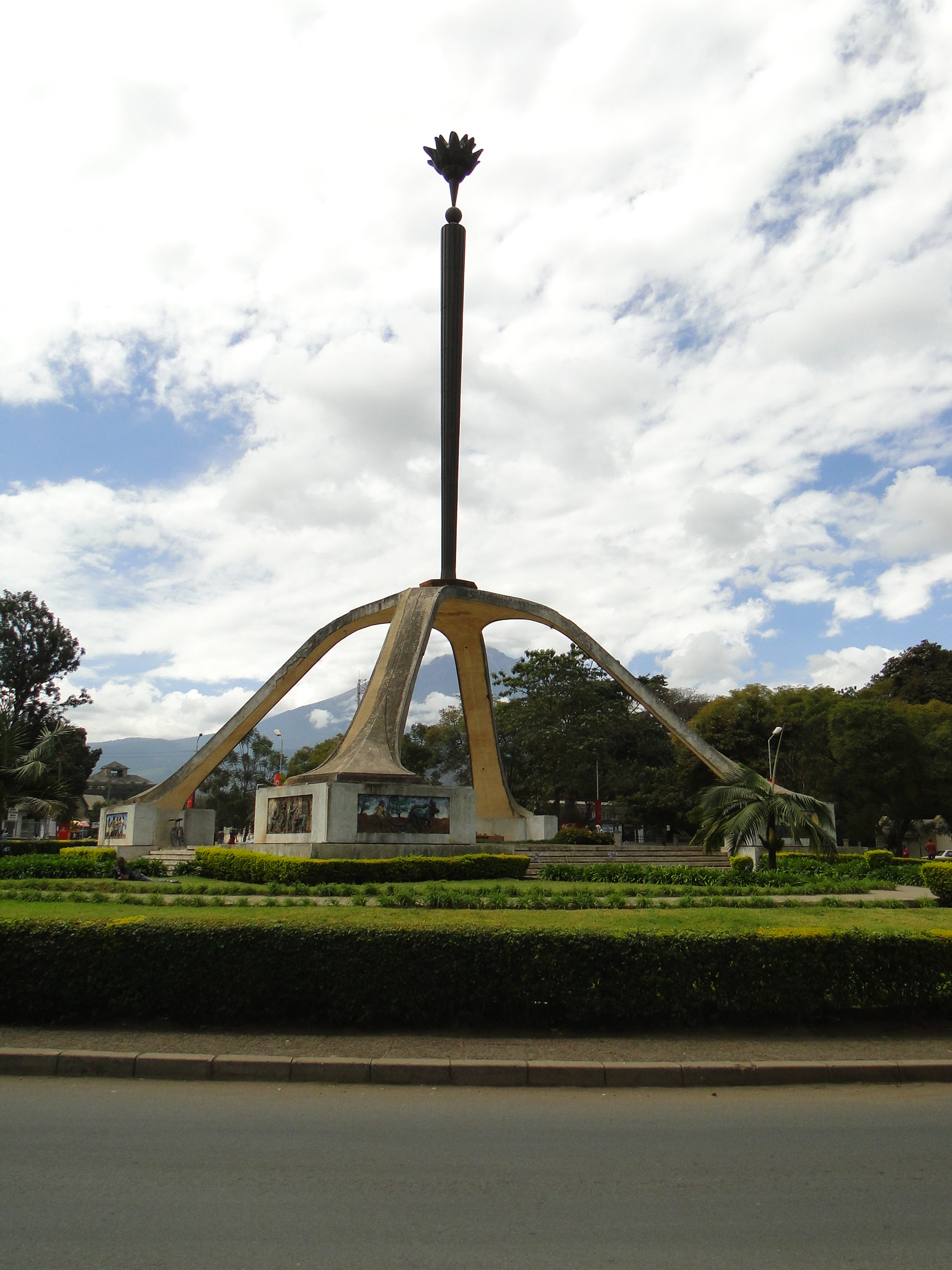
Monumento della Dichiarazione di Arusha

La Dichiarazione di Arusha è un documento stilato il 5 febbraio 1967 dall'allora presidente della Tanzania Julius Nyerere, in cui si abbozzavano i princìpi generali a cui avrebbe dovuto ispirarsi la politica di sviluppo economico e sociale del paese. Nel documento, Nyerere descrisse di fatto la Ujamaa, ovvero la propria visione del socialismo e in particolare del socialismo africano. Fra gli elementi del piano di sviluppo di Nyerere c'era la "villaggizzazione" della Tanzania, ovvero l'aggregazione delle popolazioni locali in villaggi di dimensioni sufficienti per funzionare da poli produttivi efficienti. Altri passi della Dichiarazione avevano invece un senso più generale e astratto, ed erano concepiti come passi di una costituzione socialista: